# Derek Clayton
Derek Clayton (Barrow-in-Furness, 17 de novembro de 1942) é um ex-maratonista australiano, duas vezes recordista mundial da maratona.
Correndo sua primeira maratona fora da Austrália, ele estabeleceu a primeira melhor marca mundial de sua carreira na Maratona de Fukuoka de 1967, com 2h09min37, a primeira vez que um homem correu esta distância em menos de 2h10min. Para conseguir esta marca, Clayton melhorou seu recorde pessoal em mais de nove minutos e em quase três minutos a melhor marca mundial anterior. Dois anos depois, em Antuérpia, na Bélgica, ele abaixou sua própria marca, marcando 2h08min34. A marca foi tão expressiva que foi batida apenas doze anos depois, em 1981, também por um australiano, Robert de Castella, na mesma Fukuoka onde Clayton conseguiu seu primeiro recorde.
Ele participou de dois Jogos Olímpicos, Cidade do México 1968 e Munique 1972, mas não conseguiu resultados expressivos.